# Liszt-akademien
Liszt-akademien, (ungerska: Liszt Ferenc Zeneművészeti Egyetem, engelska: Franz Liszt Academy of Music) är en musikhögskola och en konsertsal i Budapest, Ungern.
Akademien grundades av pianisten och tonsättaren Franz Liszt den 14 november 1875.

## Berömda lärare
- Béla Bartók
- Ferenc Farkas
- Pál Járdányi
- Hans von Koessler
- György Ligeti
- Aladár Pege
- Sándor Veress

## Berömda elever
- Ernő Balogh
- Béla Bartók
- György Cziffra
- Csaba Deák
- Antal Doráti
- Ferenc Farkas
- Annie Fischer
- André Gertler
- Rosemary Hardy
- Pál Járdányi
- Lili Kraus
- György Ligeti
- Miklós Maros
- Kinga Práda
- Vera Rózsa
- György Sándor
- Tamás Vetö
- Mats Zetterqvist